# Bryoscyphus
Bryoscyphus Spooner – rodzaj grzybów z typu workowców (Ascomycota).

## Systematyka i nazewnictwo
Pozycja w klasyfikacji według Index Fungorum
Helotiaceae, Helotiales, Leotiomycetidae, Leotiomycetes, Pezizomycotina, Ascomycota, Fungi.
Gatunki występujące w Polsce
- Bryoscyphus marchantiae (Fr.) Spooner 1984

Nazwy naukowe na podstawie Index Fungorum. Wykaz gatunków według M.A. Chmiel.